# Novosokol'nichesky (huyện)
Huyện Novosokol'nichesky (tiếng Nga: ? райо́н) là một huyện hành chính tự quản (raion), của Tỉnh Pskov, Nga. Huyện có diện tích 1746 kilômét vuông, dân số thời điểm ngày 1 tháng 1 năm 2000 là 19600 người. Trung tâm của huyện đóng ở Novosokol'nichi.